# مقطع وموصل
الجناس المقطَّع أن يؤتى بكلام كل حروفه منفصلة عن بعضها في الخط، نحو قول الشاعر صفي الدين الحلي

إذا زار داري زَورَ وَدودٍ
أودُّ وأورده وِردَ وُدي
ونقيضهُ الجناس الموصَّل كقوله

سل متلفي عطفاً عسى يتعطَّفُ
فلقد قسا قلباً فما يتلطَّفُ

## وصلات خارجية
- عجائب اللغة اللفظية البديعة الممتعة في الشعر العربي